# 4 Life
Pour l'album du groupe de hip-hop UGK, voir UGK 4 Life.
Albums de Silmarils
Vegas 76
4 Life est le cinquième album du groupe de rock français Silmarils, sorti en 2003.

## Titres
| No  | Titre                     | Durée |
| --- | ------------------------- | ----- |
| 1.  | Pour ça                   |       |
| 2.  | On n'est pas comme ça     |       |
| 3.  | Le 3e tour                |       |
| 4.  | Grass smoking             |       |
| 5.  | Animal (feat. Mass)       |       |
| 6.  | Je n'dois rien à personne |       |
| 7.  | Guerilla                  |       |
| 8.  | Always shine              |       |
| 9.  | Quoi qu'il en reste       |       |
| 10. | Folk song                 |       |
| 11. | Smart                     |       |